# 扎沃多烏科夫斯克

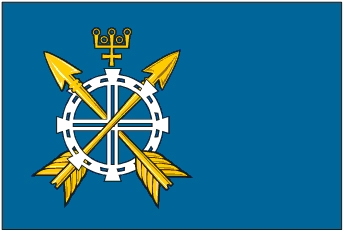
Flag

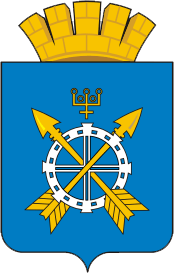
Coat of arms

56°30′N 66°33′E / 56.500°N 66.550°E
扎沃多烏科夫斯克（俄语：Заводоуко́вск）是俄羅斯秋明州西南部的一個城市，位於州府秋明東南96公里西伯利亞鐵路沿線。2002年人口25,674人。
1729年建立。1960年設市。